# Mustasensaaret
Mustasensaaret är en ö i Finland. Den ligger i sjön Lestijärvi och i kommunen Lestijärvi i den ekonomiska regionen  Kaustby ekonomiska region  och landskapet Mellersta Österbotten, i den centrala delen av landet, 400 km norr om huvudstaden Helsingfors. Öns area är 0,6 hektar och dess största längd är 170 meter i sydöst-nordvästlig riktning.  Notera att namnet antyder att det är fråga om flera öar.